# 12562 Briangrazer
12562 Briangrazer este un asteroid din centura principală de asteroizi.

## Descriere
12562 Briangrazer este un asteroid din centura principală de asteroizi. A fost descoperit pe 19 septembrie 1998 la Kitt Peak National Observatory în cadrul proiectului Spacewatch. Asteroidul prezintă o orbită caracterizată de o semiaxă mare de 3,16 ua, o excentricitate de 0,10 și o înclinație de 12,6° în raport cu ecliptica.